# Миня
Миня (в верховьях Большая Миня) — река в Северо-Байкальском районе Бурятии и Казачинско-Ленском районе Иркутской области, правый приток Киренги. Длина реки — 176 км, площадь водосборного бассейна — 4820 км².
Начинается в горах, поросших лесом. Течёт в общем западном направлении через лиственничный, пихтово-еловый, берёзово-пихтовый, елово-берёзовый и лиственнично-сосновый лес. Впадает в Киренгу справа в 179 км от её устья у деревни Ермаки.
Ширина реки выше устья Неручанды — 30 метров, глубина — 0,7 метра. Вблизи устья эти величины достигают 130 и 3 метров соответственно.
Среднегодовой расход воды — 112 м³/с.

## Притоки
Объекты перечислены по порядку от устья к истоку.
- 4 км: Чёрная (приток Мини)[7] (лв)
- 21 км: Зелинная[5] (лв)
- 26 км: Горевая[5] (пр)
- 33 км: Юхта[5] (лв)
- Красная[5] (пр)
- 45 км: Солянка[5] (пр)
- 50 км: Ревунья[5] (пр)
- 70 км: Быстрый[2] (лв)
- Скалистый[2] (пр)
- 72 км: Пихтовый[2] (пр)
- 75 км: Малая Миня[2] (лв)
- 82 км: Мрачный[2] (пр)
- 87 км: Водопадный[2] (лв)
- 91 км: Горелый[2] (пр)
- 101 км: Ветвистый[2] (пр)
- 103 км: Левая Миня[6] (лв)
- 110 км: Левгондяк[6] (пр)
- 116 км: Долгокит[6] (пр)
- 123 км: Уокит[6] (лв)
- 125 км: Неручанда[6] (лв)
- 130 км: Светлый[6] (лв)
- Солоскит[6] (пр)
- 162 км: река без названия (пр)

## Данные водного реестра
По данным государственного водного реестра России относится к Ленскому бассейновому округу, водохозяйственный участок реки — Киренга. Речной бассейн реки — Лена.
Код водного объекта — 18030000312117100010117.